# 沃尔哈拉 (南卡罗来纳州)
沃尔哈拉（英文：Walhalla），是美国南卡罗来纳州下属的一座城市。城市类型是“City”。其面积大约为4.02平方英里（10.41平方公里）。根据2010年美国人口普查，该市有人口4,263人，人口密度约为每平方 英里1,060.45人（约合每平方公里409.46人）。